# Boeing C-17
Die Boeing C-17 Globemaster III ist ein multifunktionales vierstrahliges Militärtransportflugzeug aus US-amerikanischer Produktion für Truppen oder große Lasten. Entwickelt und produziert wurde es von McDonnell Douglas und anschließend durch das Unternehmen Boeing, das McDonnell Douglas 1997 übernommen hat. Die C-17 wird seit 1993 von der United States Air Force (USAF), dem ersten Betreiber, eingesetzt und ist mittlerweile bei neun Luftstreitkräften weltweit im Dienst. Die C-17 ist nach der Douglas C-74 und der Douglas C-124 der dritte Typ mit Beinamen Globemaster in der USAF. Die Produktion wurde 2015 eingestellt.

## Geschichte
Ende der 1970er Jahre erkannte die US-Militärführung einen erhöhten Bedarf an flexiblen Transportflugzeugen zur Ergänzung der älteren Lockheed C-141 Starlifter und der großen Lockheed C-5 Galaxy. Es sollte möglich sein, jegliche Ausrüstung von der Heimatbasis direkt bis in die Kampfzone zu transportieren. Die Anforderungen umfassten eine interkontinentale Reichweite (einschließlich Luftbetankung), kurze Starts und Landungen (STOL) auf provisorischen Flugfeldern und das Absetzen von Fracht und Fallschirmtruppen im Flug. Außerdem sollte das Flugzeug für die C-X-Ausschreibung eine hohe Zuverlässigkeit besitzen und wartungsfreundlich sein.

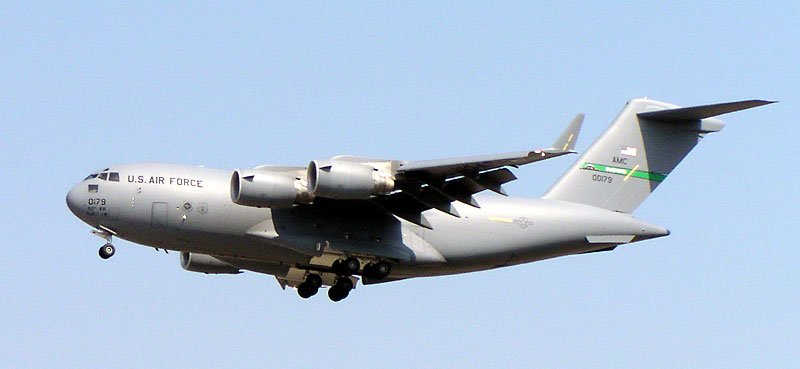
C-17 der USAF

Im August 1981 erhielt McDonnell Douglas den Auftrag zum Bau des neuen Modells, genannt C-17. Der Konzern konnte dabei auf eine eigene Studie für ein fortschrittliches Transportflugzeug McDonnell Douglas YC-15 aus den 1970er Jahren zurückgreifen. Aufgrund firmeninterner und technischer Probleme dauerte es zehn Jahre bis zum Erstflug: Im Dezember 1985 bestellte die US-Luftwaffe drei Prototypen, von denen nur einer für die Flugerprobung vorgesehen war. Er wurde Ende 1990 fertiggestellt und startete schließlich das erste Mal am 15. September 1991. Mitte 1993 folgte die Indienststellung bei der 17. Transportstaffel des Air Mobility Command (AMC) der USAF auf der Charleston Air Force Base.
Zunächst hatte die C-17 mit enormen Kosten-, Zeit- und Leistungsproblemen zu kämpfen. Schon 1985 wurde die Anzahl der bestellten 350 Maschinen durch die absehbaren Kostensteigerungen auf 210 gekürzt. Im Jahr 1990 folgte dann eine weitere Verringerung der Anzahl der Flugzeuge auf 120 Stück. Ursprünglich waren für die Beschaffung von 210 Einheiten 41,7 Mrd. US-Dollar vorgesehenen, die ersten 120 Flugzeuge kosteten jedoch bereits 43 Mrd. US-Dollar. Aufgrund von Problemen mit Gewicht, Widerstand und den Triebwerken konnte die ursprünglich vertraglich vereinbarte Reichweite bzw. Nutzlast nicht erreicht werden. Erst im Januar 1995 wurde für die Maschine eine anfängliche Einsatzbereitschaft vermeldet. Zwischenzeitlich drohte die US-Luftwaffe sogar mit einem Beschaffungsstopp nach der 40. Serienmaschine.
McDonnell Douglas plante, die C-17 in abgewandelter Form auch als ziviles Transportflugzeug MD-17 auf den Markt zu bringen. Im Jahr 1997 wurde McDonnell Douglas jedoch vom Konkurrenten Boeing übernommen, der diese Pläne aufgab, aber die Produktion der C-17 als Militärtransporter übernahm und fortführte. Mit Preissenkungen erzielte Boeing im August 2002 eine Bestellung von weiteren 60 Maschinen, der in den nachfolgenden Jahren weitere folgten, so dass die US-Luftwaffe im Juli 2010 erklärte, ihr Bedarf sei mit den bisher gelieferten 223 Maschinen gedeckt. Am 12. September 2013 wurde die letzte für die USAF bestimmte C-17 ausgeliefert.
Im Jahre 2013 startete eine C-17 mit circa 670 Menschen an Bord, um diese vor einem herannahenden Tropensturm auf den Philippinen zu evakuieren. Am 15. August 2021 hob eine C-17 mit dem Rufzeichen „Reach 871“ im Zuge der Evakuierungsmaßnahmen nach dem Vormarsch der Taliban vom Flughafen Kabul mit 823 Personen, darunter 183 Kinder, im Laderaum ab, welches bisher die größte Anzahl Menschen im Laderaum einer startenden C-17 war.

## Konstruktion

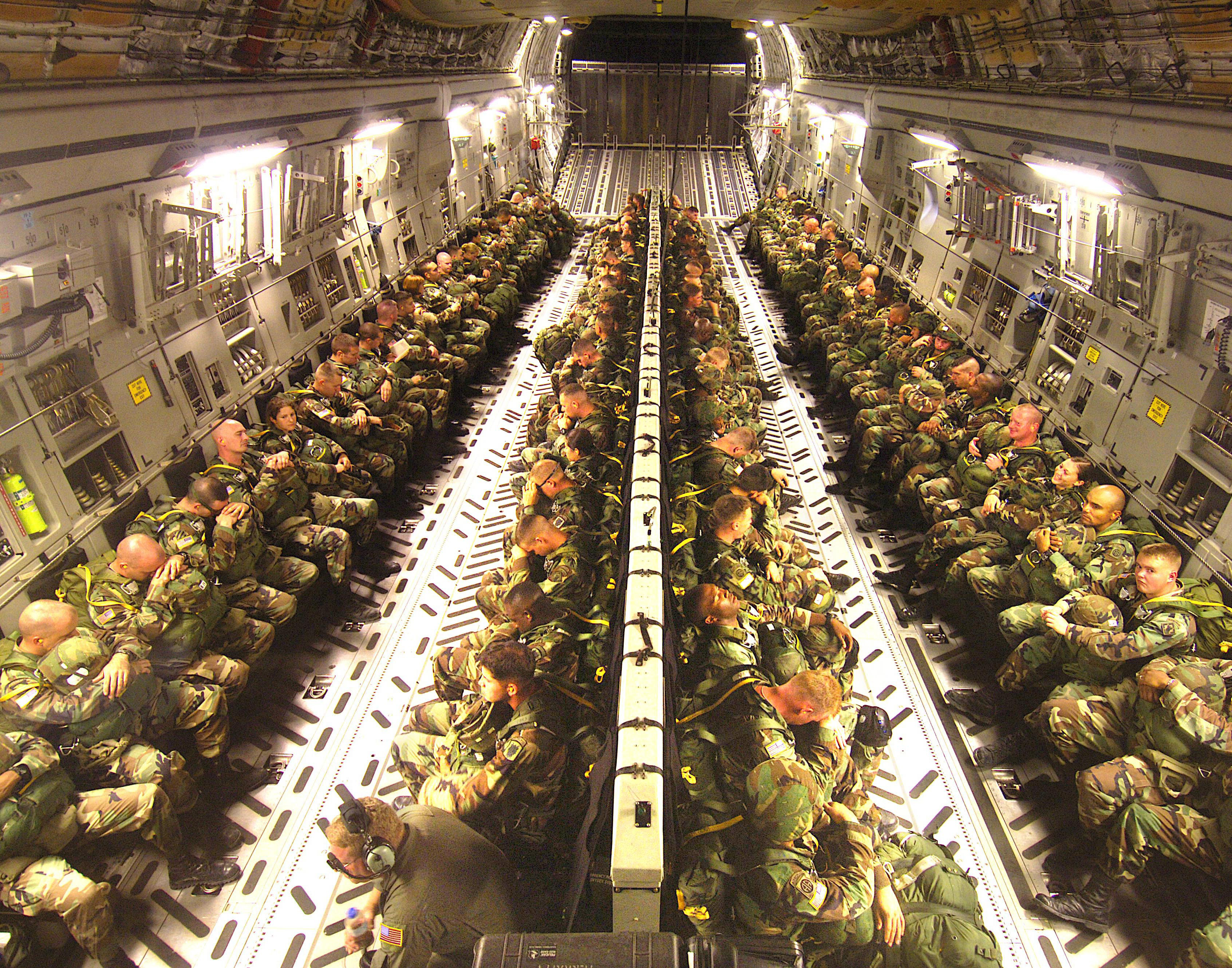
Beförderung von Fallschirmjägern auf dem Hauptdeck einer C-17

Die C-17 ist – wie ihre kleine und große Schwester auch – ein Schulterdecker mit vier Strahltriebwerken, negativer V-Stellung der Tragflächen und Heckleitwerk in T-Form. Sie hat fast die gleiche Länge und Spannweite wie die C-141, aber einen größeren Rumpfdurchmesser und ein höheres Startgewicht. So kann sie auch große und schwere Ausrüstungsteile wie Panzer befördern, was bisher der C-5 Galaxy vorbehalten war. Der Laderaum ist über eine Heckklappe mit Rampe zugänglich und hat eine Länge von 26 m, eine Breite von 5,5 m und eine Höhe von 4 m. Die maximale Zuladung liegt bei 77,5 t gegenüber 42,5 t bei der C-141 und 131 t bei der C-5 Galaxy. Alternativ können 102 Fallschirmjäger mit Ausrüstung transportiert werden.
Mit 72 t Ladung kann die Globemaster III auf einer 914 m (3000 ft) langen Piste landen.
Die Besatzung ist mit zwei Piloten und einem Lademeister vergleichsweise klein (Galaxy: sechs Mann).
Die Flugzeugzelle besteht aus Aluminium (69 %), Stahl (12 %), Titan (10 %) und Verbundwerkstoffen (9 %). Die Tankkapazität beträgt 114.000 Liter.
Die Schubumkehr der C-17 weist zwei Besonderheiten auf: Einerseits kann sie auch im Flug eingesetzt werden, um steilere Sinkflüge zu ermöglichen. Andererseits kann durch die Umlenkung des Schubstrahls nach vorne-oben eine voll beladene C-17 auf dem Boden in Rückwärtsfahrt eine 2-%-Steigung bewältigen.
In einigen Maschinen ist ein System mit thermischen Sensoren verbaut, das vor anfliegenden Raketen warnen soll. Verschiedene konventionelle Täuschkörper und die Radar-Störkörper Primed Oscillator Expendable Transponder (POET) und GENeric eXpendable (GEN-X) sind in US-Maschinen verbaut. Einige US-Maschinen und vier Maschinen der Royal Air Force verfügen über ein LAIRCM-Abwehrsystem mit IR-Suchköpfen.
Die C-17 ist zudem eines der wenigen Flugzeuge mit nebeneinander liegenden Pilotensitzen, bei dem die sonst außen, dicht an der Bordwand angeordneten Sidesticks, konventionell in der Mitte vor jedem Sitz, jeweils an einer Steuersäule angebracht sind.

## Produktion

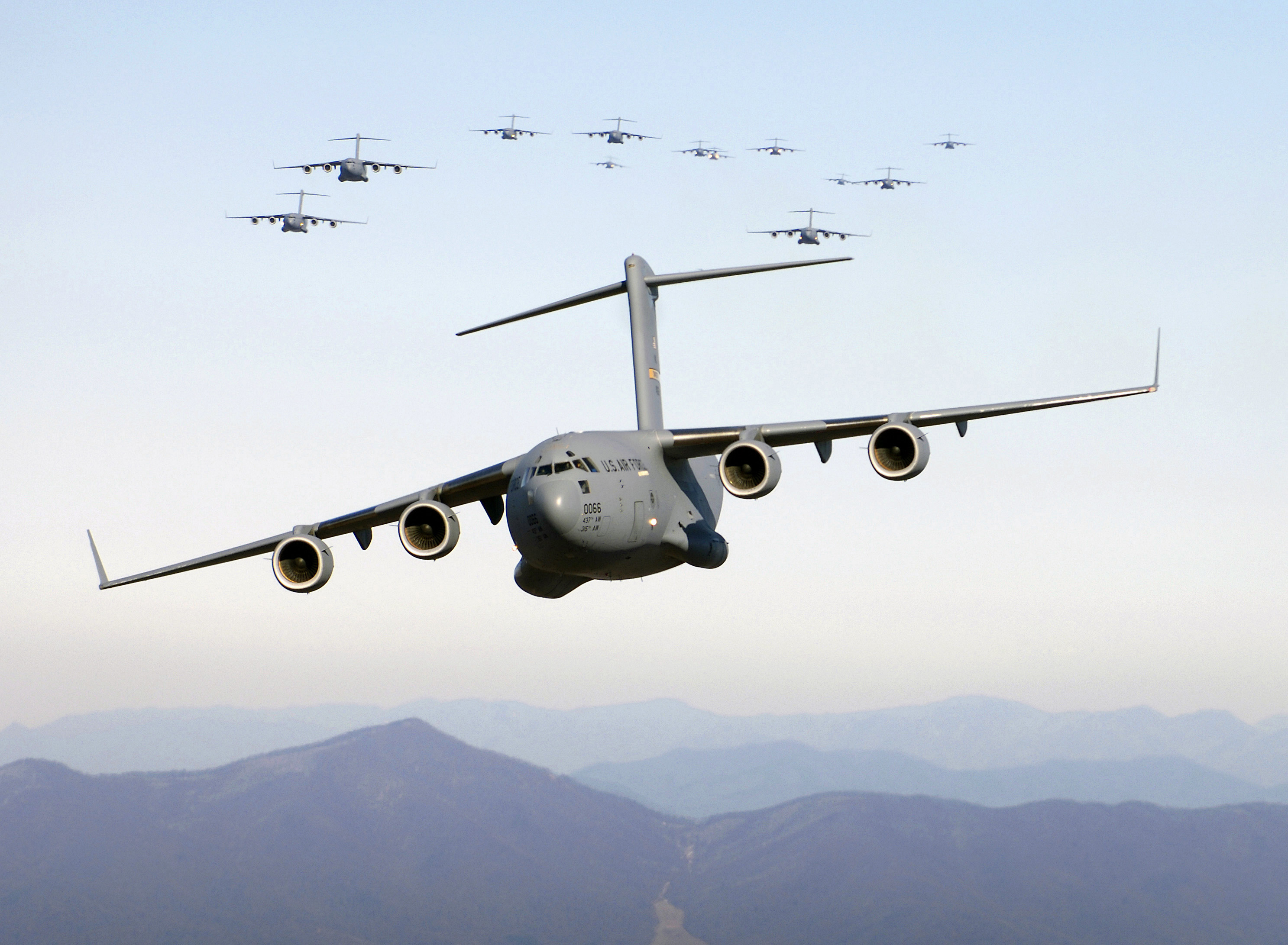
C-17 der United States Air Force über den Blue Ridge Mountains

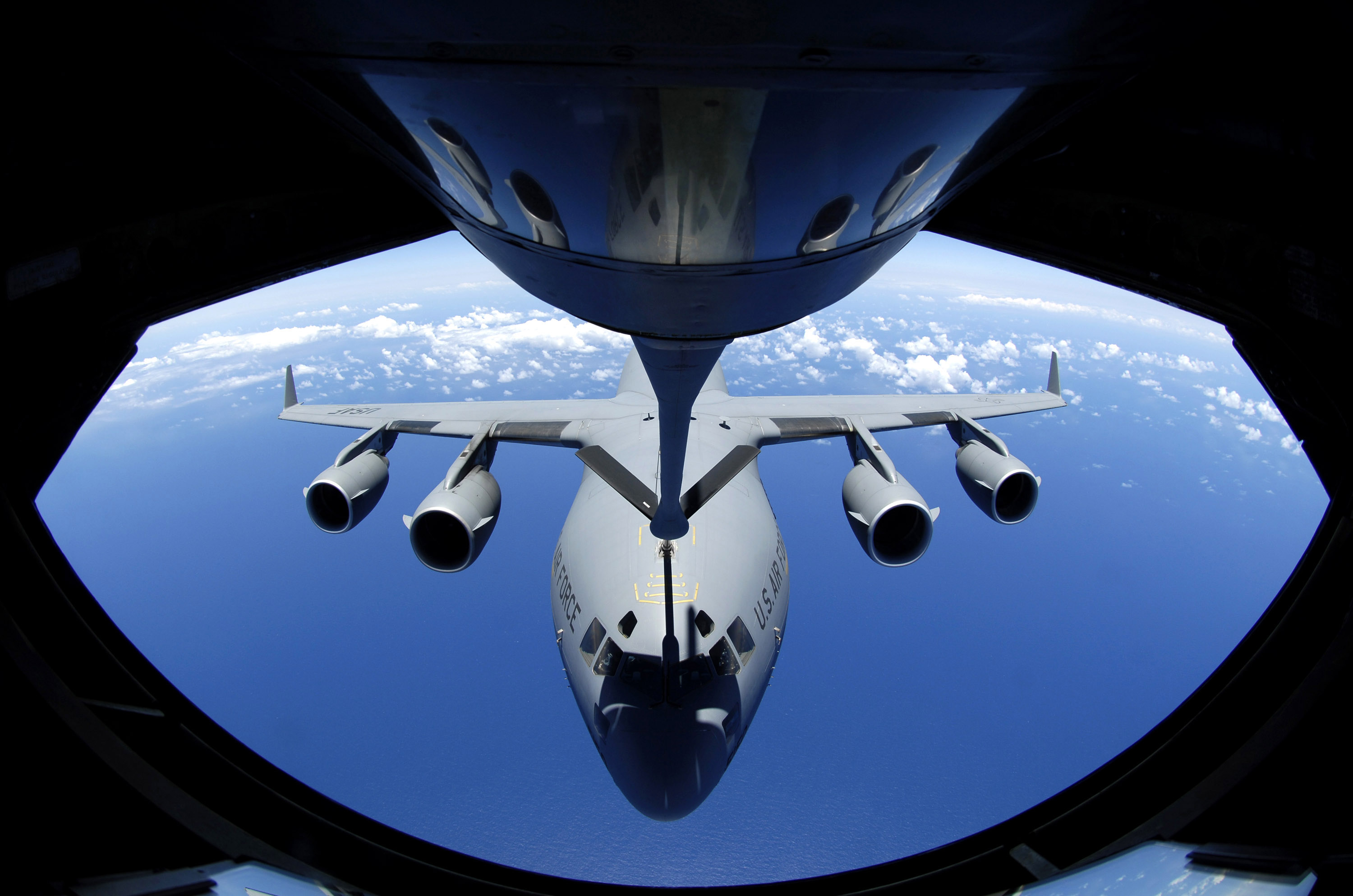
Eine C-17 Globemaster III bei der Luftbetankung

Seit Mitte der 1990er Jahre wurde der prognostizierte Bedarf an C-17 immer wieder erhöht: Zuletzt meldete die US-Luftwaffe im Jahr 2002 einen Bedarf an 220 Exemplaren, bestellt wurden letztendlich 180 Maschinen, davon waren bis März 2006 148 Exemplare ausgeliefert. Die ersten mit C-17 ausgerüsteten Einheiten wurden auf der Charleston AFB in South Carolina und der McChord AFB im Bundesstaat Washington stationiert. Mit der 138. gebauten C-17 erhielt am 9. August 2005 erstmals eine Reserveeinheit diesen Flugzeugtyp. Die 452. Air Mobility Wing des Air Force Reserve Command auf der March Air Reserve Base in Kalifornien ersetzt dadurch ihre bereits ausgemusterten Lockheed C-141.
Am 29. September 2006 beschloss der US-Kongress die Beschaffung weiterer zehn Transporter, da die C-17 durch Kampfeinsätze weitaus häufiger und stärker beansprucht wurden als geplant. Zusammen mit einer schon vorher bestellten zusätzlichen Maschine stieg dadurch die Gesamtzahl für die US-Luftwaffe auf 191 Globemaster.
Boeing gab Mitte der 2000er Jahre bekannt, die C-17-Produktionslinie in Long Beach nicht weiter aufrechterhalten zu können, sollten keine weiteren Bestellungen für den Typ getätigt werden. Die Firma investierte vorher bereits geschätzte 100 Millionen US-Dollar in den Kauf von Teilen für weitere 22 C-17, für die noch keine Bestellungen vorlagen. Mit dieser Maßnahme sollte die Produktion bis ins Jahr 2009 aufrechterhalten werden. Von diesen 22 zusätzlichen Exemplaren hatten bis 2011 alle einen Abnehmer gefunden – fünf C-17 für die australische Luftwaffe (die letzte im April 2011 bestellt), vier für Kanada (2007 gekauft), sieben für Großbritannien (vier ab 2001 geleast und 2008 gekauft), drei weitere für die US-Luftwaffe sowie zwei ursprünglich für Schweden, später für die NATO.
Boeing kündigte am 18. August 2006 an, dass den Zulieferern ein „Stop-Work“-Bescheid erteilt werden sollte. Dies bedeutete, dass die Zulieferer aufgefordert werden sollten, nach dem Abschluss der Arbeiten an den Komponenten für die zusätzlichen 18 bestellten Maschinen keine weiteren Teile für die laufende C-17-Produktion mehr herzustellen und zu liefern. Obwohl dieser Schritt im Falle weiterer Bestellungen noch rückgängig zu machen sei – bei proportional zur verstrichenen Zeit steigenden Kosten – bedeutete diese Ankündigung, dass mit der Auslieferung der letzten bestellten C-17 Mitte 2009 die Flugzeugproduktion in Long Beach eingestellt werden müsste. Die Bestellung von 15 weiteren Maschinen durch die US-Luftwaffe am 6. Februar 2009 sicherte zunächst die Produktionslinie. Im September 2009 kamen noch zehn weitere C-17 dazu, nachdem der US-Senat bestätigte, dass die Modernisierung der C-5 Galaxy auf die Modelle der B- und C-Variante beschränkt bleiben sollte und somit die verbliebenen 59 Maschinen der A-Version ausgemustert werden müssten.
Nach der Bestellung von zwei Maschinen durch Katar im Jahr 2008, sechs Maschinen durch die Vereinigten Arabischen Emirate 2010 und dem Interesse von Indien an zehn Maschinen im Jahr 2010 wurde die C-17 noch bis 2015 produziert und die Fertigung danach eingestellt, wie Boeing am 18. September 2013 bekanntgab. Zehn Maschinen wurden noch ohne Kundenauftrag hergestellt, sogenannte White Tails. Diese wurden schließlich von Katar, Australien, den Vereinigten Arabischen Emiraten, Kanada und Indien abgenommen. Am 29. November 2015 verließ die letzte C-17A das Werk in Long Beach, Kalifornien, das seit Ende der 1980er Jahre, einschließlich zweier Bruchzellen, 279 C-17 produzierte.

## Betreiber

### Vereinigte Staaten
Die US-Streitkräfte (United States Air Force und National Guard) sind der mit Abstand größte Nutzer der C-17. Von den 223 bestellten C-17 setzt die USAF (Stand September 2021) 222 ein; eine ging durch Absturz verloren. 17 Maschinen werden in Staffeln der Nationalgarde (Air National Guard) betrieben, 13 unterstehen dem Air Force Reserve Command. Die USAF betreibt ihre Globemaster III auf verschiedenen Stützpunkten mit unterschiedlichen Aufgabenschwerpunkten.
So findet auf der Altus Air Force Base (AFB) in Altus, Oklahoma beim 97th Air Mobility Wing (AMW) die Ausbildung der Luftfahrzeugbesatzungen statt. Das 437th AMW in Charleston, South Carolina stellt eine ständige Bereitschaft für SOLL-Einsätze (Special Operations Low Level), die das Absetzen von Teams wie den Navy SEALs hinter feindlichen Linien beinhaltet. Eine weitere C-17-Staffel gehört dem 305th Air Mobility Wing auf der McGuire AFB (nahe Trenton, New Jersey) an. Eine Staffel auf der Joint Base Pearl Harbor-Hickam auf Hawaii stellt den Lufttransport zu diesem Bundesstaat und den dort stationierten Soldaten sicher.
Zwei eher ungewöhnliche Einsatzgebiete sind dem 62nd Airlift Wing (AW) auf der McChord AFB in Tacoma, Washington zugewiesen worden. Zum einen fliegen die C-17 dieses Geschwaders als einziger C-17-Verband Nuklearwaffen und deren Bauteile durch die Vereinigten Staaten, zum anderen führen die dem 62nd AW unterstellten Staffeln die Operation Deep Freeze durch, die Versorgung entlegener Forschungsstationen in der Antarktis. Dabei transportieren sie im Sommer der Südhalbkugel (etwa zwischen Oktober und April) zwischen Christchurch in Neuseeland und dem Flughafen der McMurdo-Station Wissenschaftler und Forschungsmaterial.
Am 15. August 2021, beim Vormarsch der Taliban in Afghanistan, flog eine C-17 823 Passagiere aus Afghanistan aus. Während der Evakuierung im August war zeitweise über die Hälfte der 222 C-17-Flugzeuge der USAF im Einsatz.

### Australien

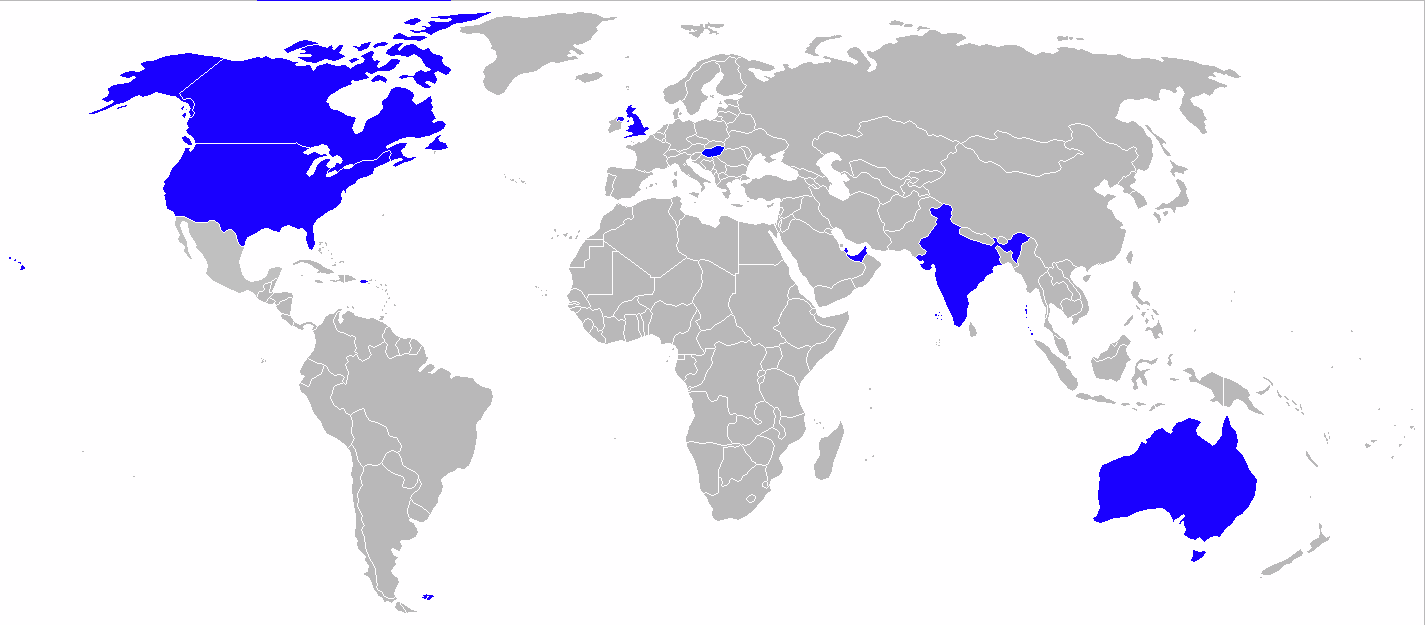
1. 00F Aktuelle Betreiberländer der C-17. Stellvertretend für die der NATO gehörenden Maschinen ist hier Ungarn als Stationierungsort der Flugzeuge markiert.

Am 3. März 2006 kündigte Australien an, zunächst drei neue C-17 zu beschaffen und erteilte eine Option auf ein viertes Exemplar. Sie sollen die kleineren Lockheed C-130 der australischen Streitkräfte ergänzen. Die erste Maschine übergab Boeing am 28. November 2006; sie traf am 4. Dezember in Australien ein. Die vierte erhielt die Royal Australian Air Force am 18. Januar 2008. Für das gesamte C-17-Programm von zunächst vier Exemplaren sah der Verteidigungshaushalt rund zwei Milliarden australische Dollar vor. Eine nachbestellte fünfte Maschine erhielt die RAAF am 14. September 2011 und eine sechste Maschine traf am 22. November 2012 in Australien ein. Am 3. Oktober 2014 gab die australische Regierung bekannt, zwei C-17 kaufen zu wollen. Die Gesamtflotte beträgt nach der Auslieferung des letzten Exemplars im November 2015 somit acht Maschinen. Die Flugzeuge werden von der 36. Squadron auf der RAAF Base Amberley im Bundesstaat Queensland betrieben.
Einer der Einsätze führte die Maschinen nach dem Absturz von Malaysian-Airlines-Flug MH17 über der Ostukraine nach Eindhoven, um von dort aus die Leichen der 38 beim Absturz ums Leben gekommenen australischen Staatsbürger nach Australien zurückzufliegen.

### Kanada
Am 1. Februar 2007 bestellte Kanada vier C-17. Die ersten beiden Flugzeuge, die bei der Royal Canadian Air Force als CC-177 Globemaster III bezeichnet werden, wurden im August und Oktober 2007 ausgeliefert. Die dritte Maschine übergab Boeing im März, die vierte und die vorerst letzte am 3. April 2008. Ende 2014 wurde ein fünftes Exemplar nachbestellt und im März 2015 ausgeliefert. Die Maschinen werden von der 429. Squadron in CFB Trenton in der Provinz Ontario betrieben.

### Indien
Anfang 2010 gab Boeing bekannt, dass man eine Anfrage zur Lieferung von zehn C-17 für die Indian Air Force erhalten habe. Im August desselben Jahres gab die Indian Air Force bekannt, dass sie erwäge, in einem zweiten Schritt sechs weitere Exemplare zu erwerben. Die ersten zehn Transporter sollen zwischen 2013 und 2015 geliefert werden. Am 2. Februar wurde der endgültige Kaufvertrag über zehn Exemplare unterschrieben. Die erste für Indien bestimmte Maschine absolvierte am 11. Januar 2013 ihren Erstflug, seit dem 22. Januar wurden mit der Maschine Flugtests auf der Edwards Air Force Base durchgeführt. Die erste Maschine landete im Juni 2013 auf dem Luftwaffenstützpunkt Hindon, wo der Typ von der 81. Staffel Skylords geflogen wird. Bis Ende 2014 wurden die 10 Maschinen ausgeliefert. Eine Aufstockung auf insgesamt 16 bis 18 Maschinen wurde erwogen, konnte wegen der Produktionseinstellung jedoch nicht mehr realisiert werden. Ein elftes Exemplar, die letzte verfügbare C-17A überhaupt, wurde 2017 nachbestellt und 2019 geliefert.

### Katar
Das Emirat Katar hat am 21. Juli 2008 zunächst zwei Maschinen bestellt, die am 11. August 2009 und am 10. September 2009 ausgeliefert wurden. Zwei nachbestellte Exemplare wurden 2012 ausgeliefert. Vier weitere C-17A wurden 2015 bestellt. Sie werden von der Qatar Emiri Air Force in Doha betrieben.

### Kuwait
Am 24. September 2010 gab die US-amerikanische Defense Security Cooperation Agency (DSCA) an, dass das Emirat Kuwait zunächst ein Exemplar für seine Luftstreitkräfte bestellen möchte, welches im Februar 2014 ausgeliefert wurde. Ein zweites kam etwas später hinzu.

### NATO – Strategic Airlift Capability
Die NATO betreibt durch die NATO Airlift Management Organisation (NAMO) drei dieser Maschinen im Rahmen der Strategic Airlift Capability. Die Flugzeuge wurden im Juli, September und Oktober 2009 geliefert. Stationiert sind die Luftfahrzeuge beim Einsatzverband, der Heavy Airlift Wing (HAW), im ungarischen Pápa (Fliegerhorst Pápa).

### Vereinigte Arabische Emirate
Am 6. Januar 2010 gab Boeing bekannt, dass die Vereinigten Arabischen Emirate sechs Exemplare bestellt haben. Die ersten vier liefen zwischen Mai und September 2011 zu; die beiden übrigen wurden im Mai bzw. Juni 2012 geliefert. Anfang 2015 wurden zwei Exemplare nachbestellt. Die VAE planen, ihre acht Maschinen mit einem auf Laser basierenden Abwehrsystem (LAIRCM, large aircraft infrared countermeasures) gegen Raketenbedrohungen auszustatten. Boeing schloss 2017 mit den Emiraten einen Zweijahresvertrag zur Unterstützung bei Logistik, Wartung und Ausbildung auf den Maschinen über 18,7 Millionen USD ab.

### Vereinigtes Königreich
Die britische Royal Air Force war der erste Exportkunde und leaste 2001 vier Maschinen von Boeing, die sie nach dem Ablauf des Leasingvertrages 2008 erwarb. Später bestellte die RAF vier weitere C-17, die im Februar und Juni 2008, Ende 2011 und im Mai 2012 zuliefen. Die C-17 Globemasters werden von der 99. Squadron in RAF Brize Norton in der Grafschaft Oxfordshire betrieben.

## Technische Daten
| Kenngröße                | Daten                                                                         |
| ------------------------ | ----------------------------------------------------------------------------- |
| Besatzung                | Kommandant, Kopilot, Lademeister                                              |
| Länge                    | 53,04 m                                                                       |
| Spannweite               | 50,29 m                                                                       |
| Flügelfläche             | 353,0 m²                                                                      |
| Flügelstreckung          | 7,16                                                                          |

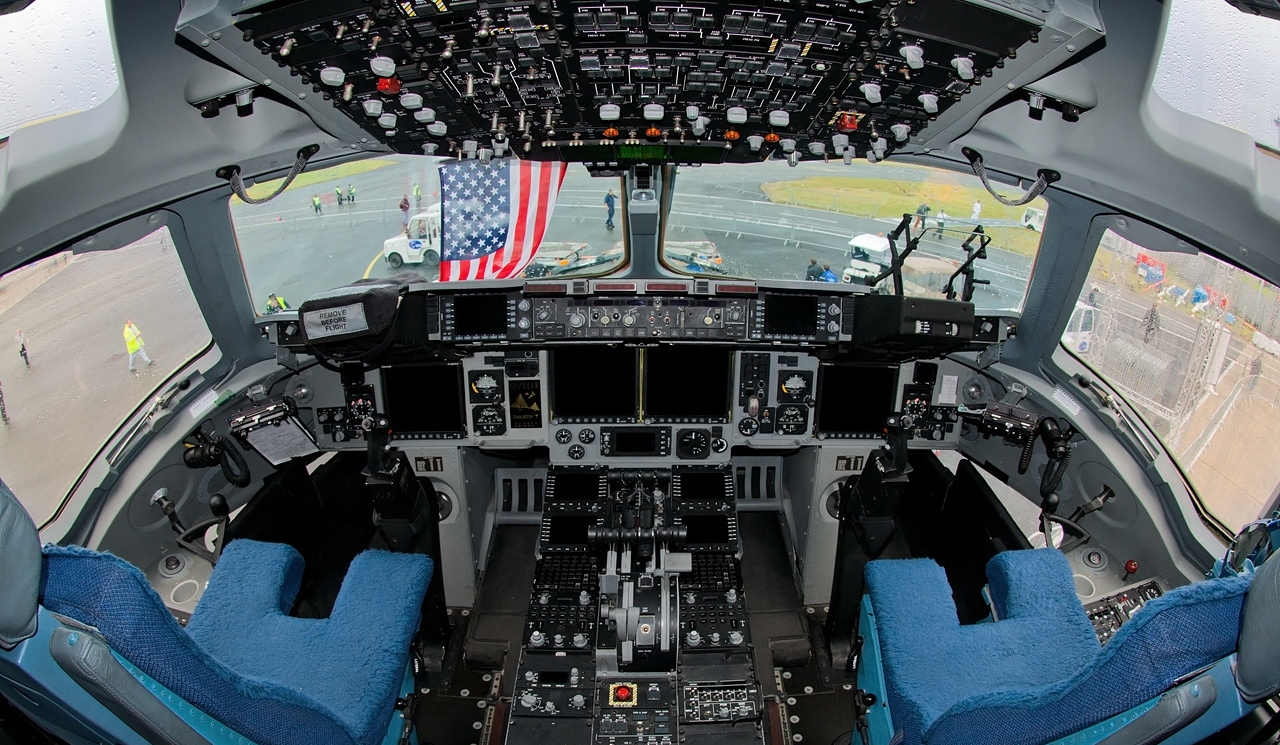
Cockpit einer Boeing C-17A Globemaster III

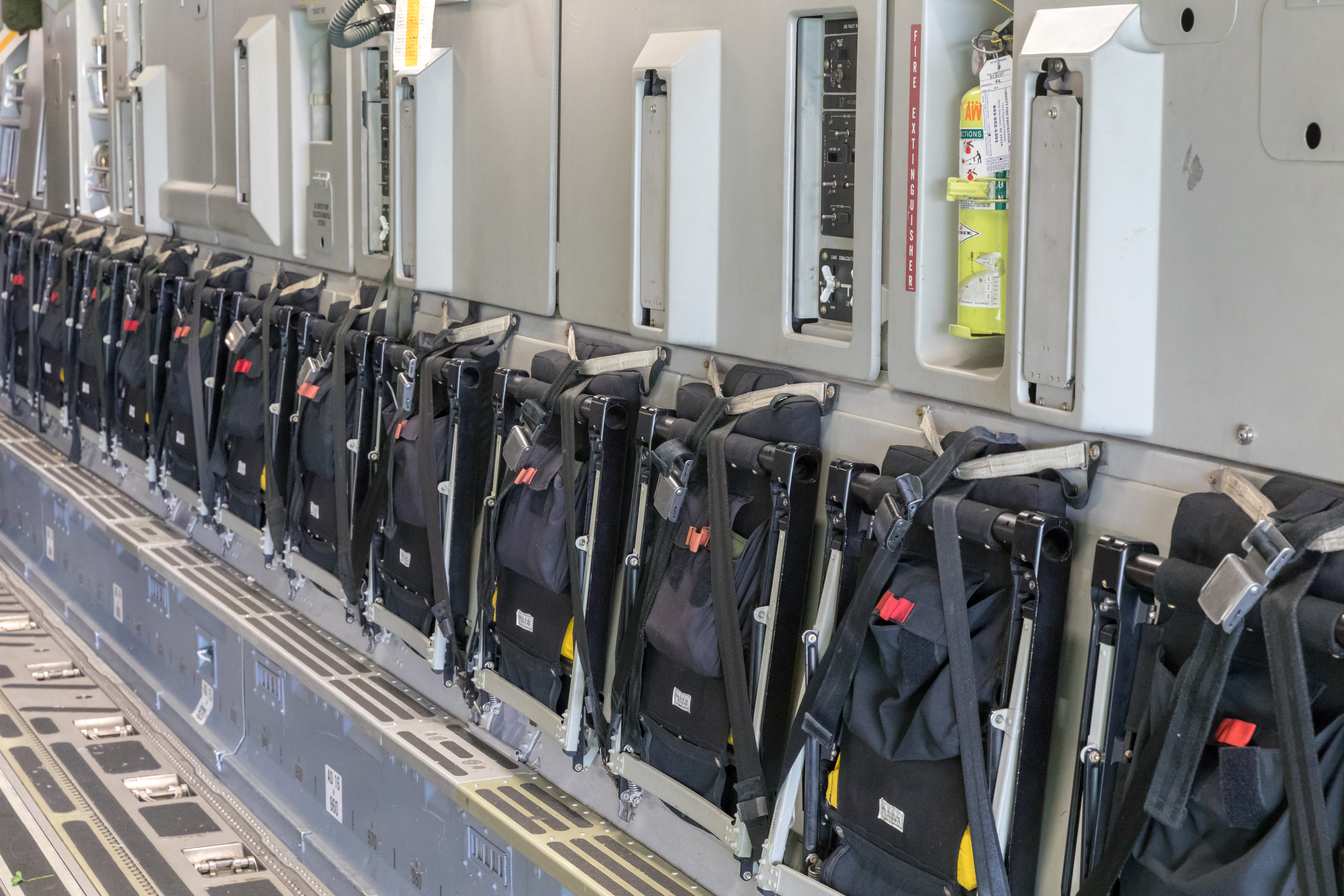
Klappsitze im Laderaum der C-17

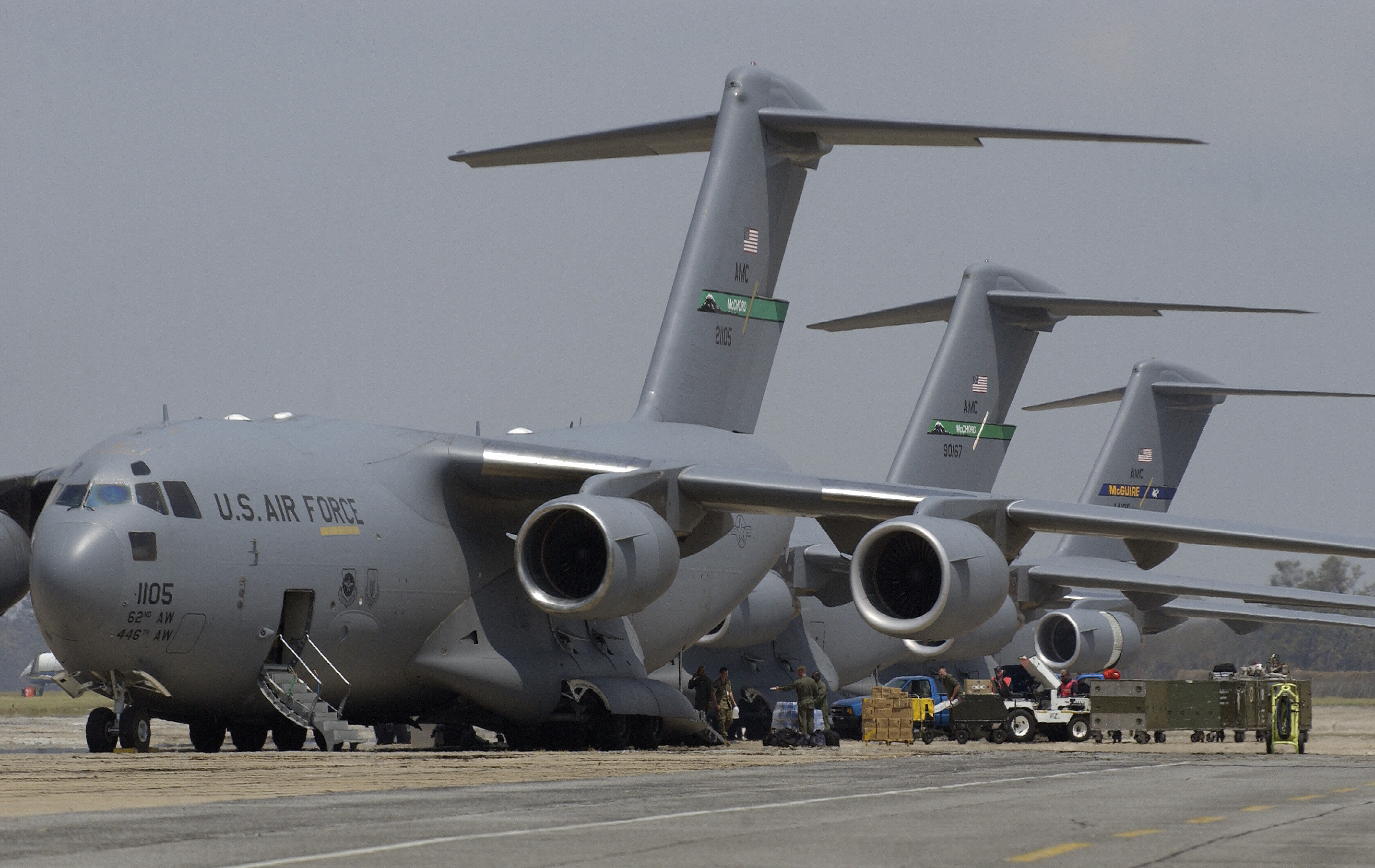
C-17 beim Entladen von Hilfsgütern nach dem Hurrikan Katrina

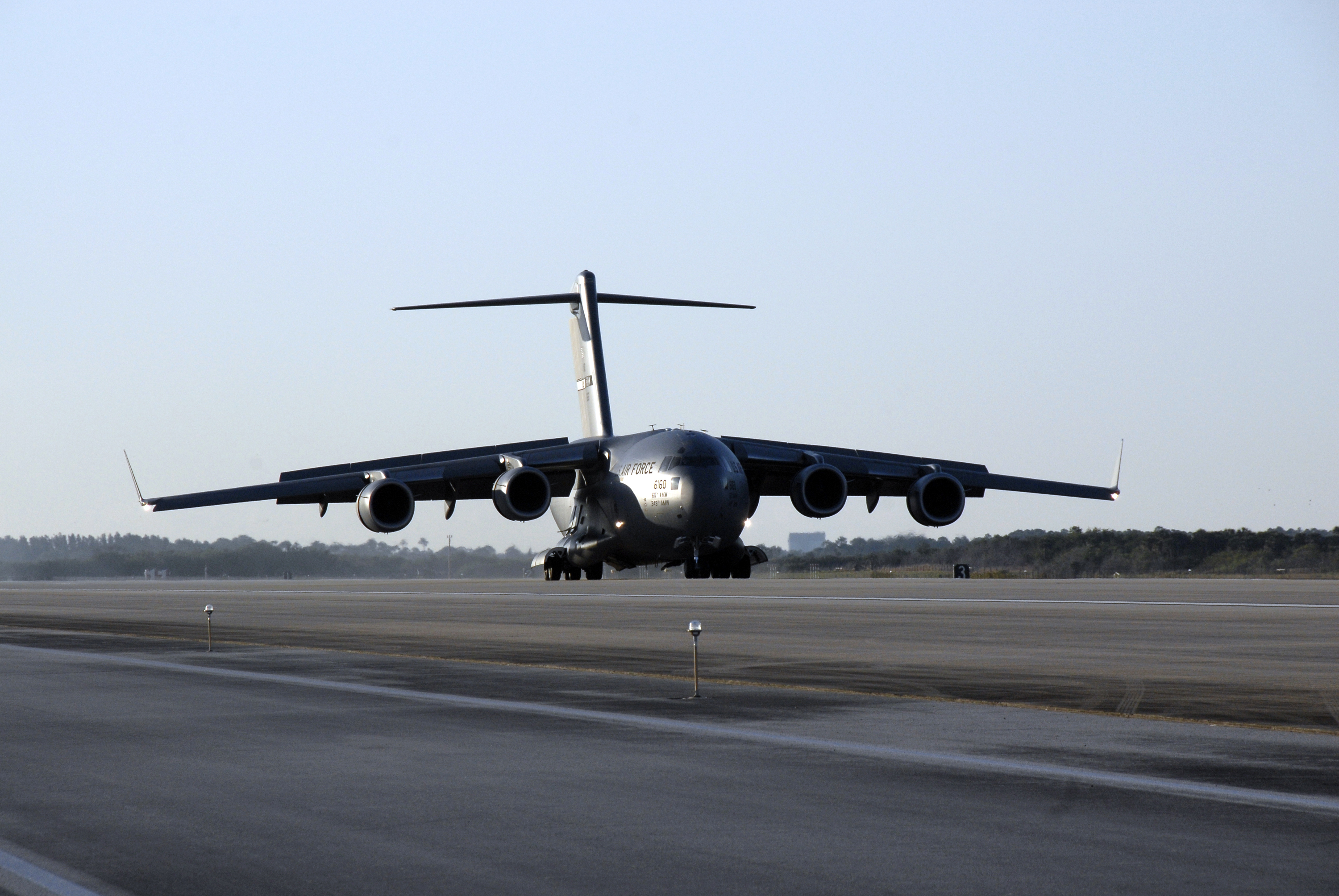
Eine C-17 landet mit dem Satelliten GOES-O im Kennedy Space Center. Die negative V-Stellung der Tragflächen ist gut erkennbar.

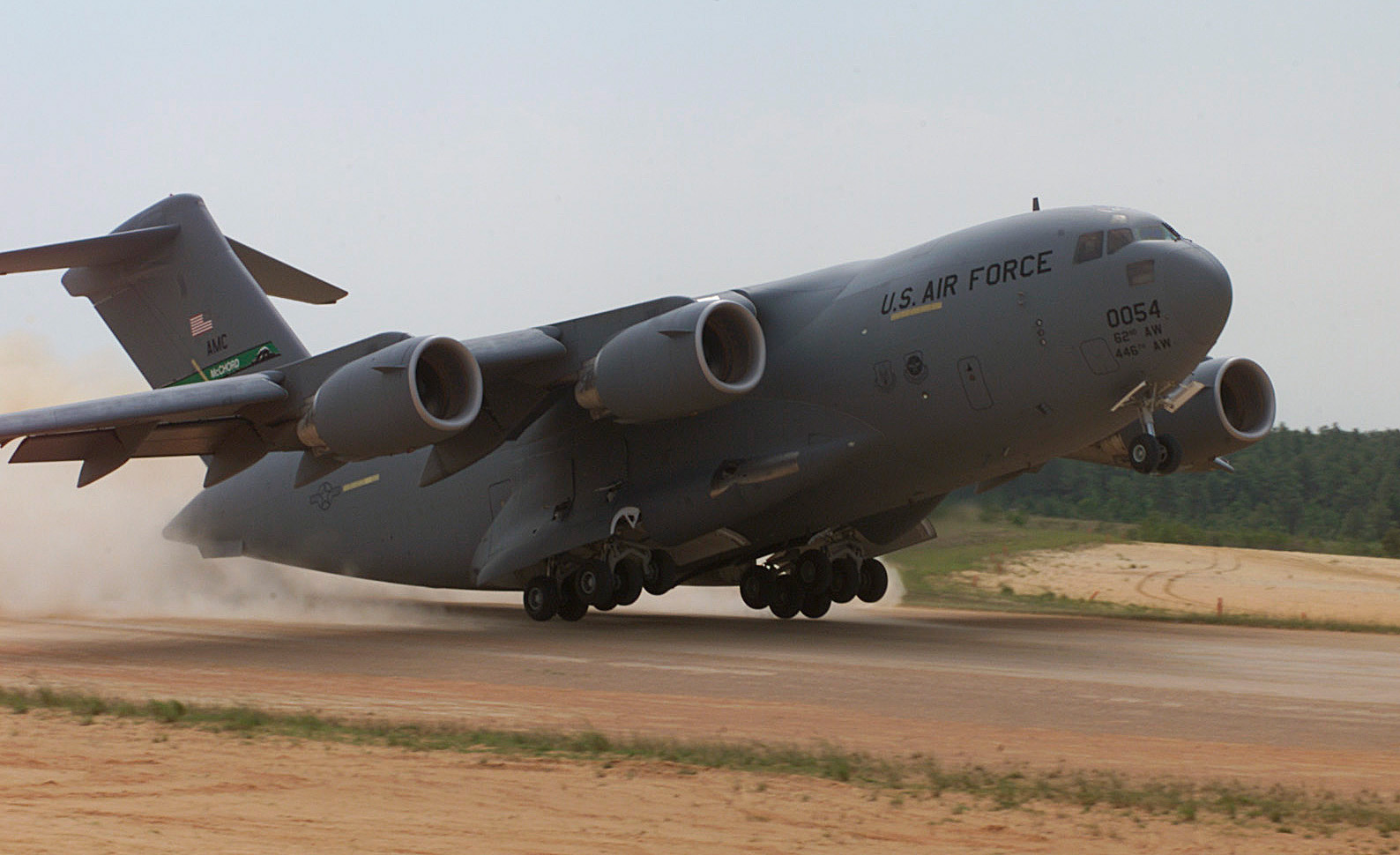
Eine C-17 des 446th Airlift Wing landet in Fort Bragg, North Carolina während einer Übung

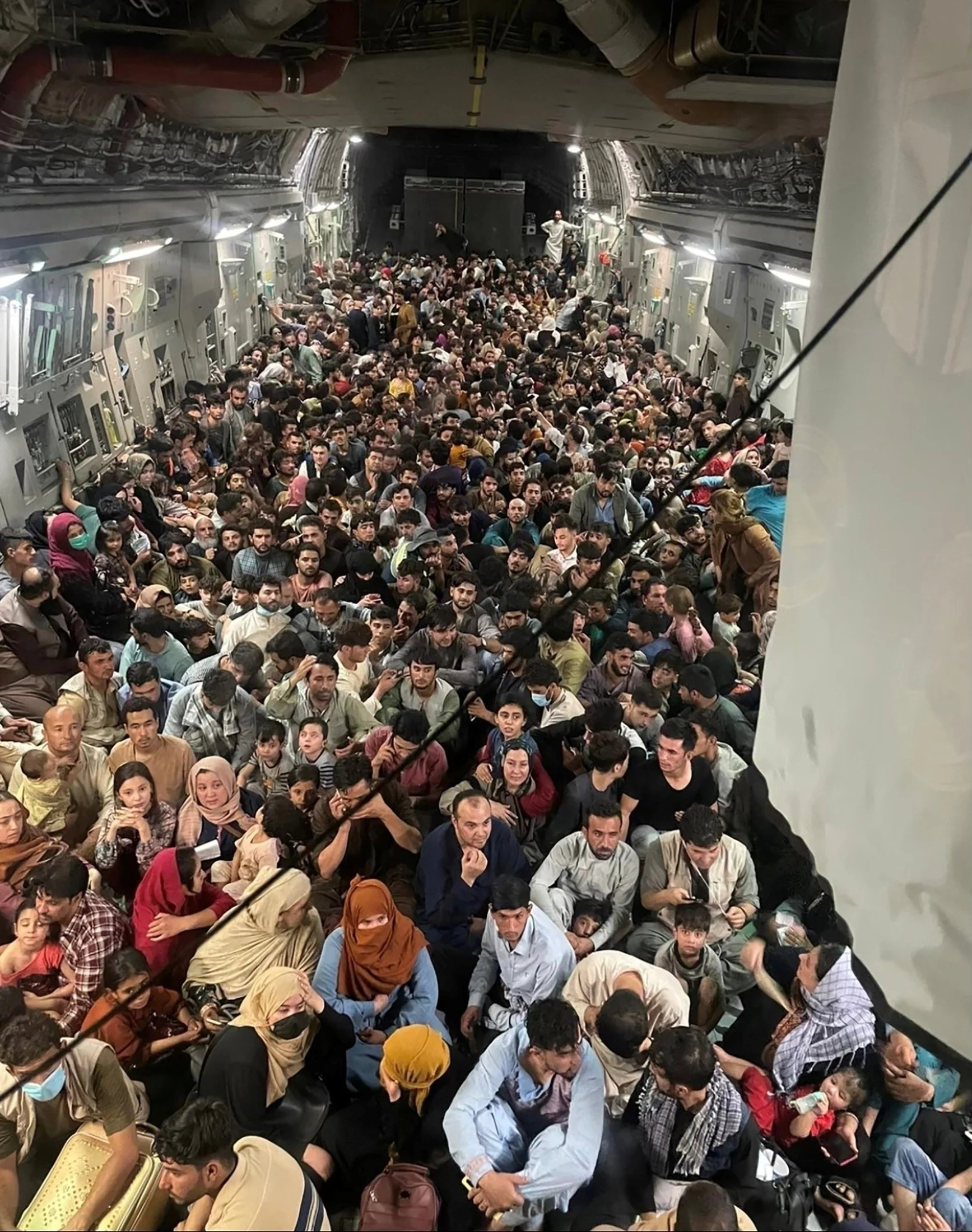
C-17-Laderaum während eines Evakuierungsflugs mit 823 Menschen an Bord (2021)

| Tragflächenbelastung     | - minimal (Leermasse): 346 kg/m² - maximal (maximale Startmasse): 745 kg/m²   |
| Höhe                     | 16,79 m                                                                       |
| Frachtraum (L × B × H)   | 26,82 m × 5,49 m × 3,76 m (höchste Stelle 4,1 m)                              |
| Leermasse                | 122.016 kg                                                                    |
| max. Startmasse          | 263.083 kg                                                                    |
| max. Zuladung            | 77.519 kg                                                                     |
| max. Treibstoffkapazität | 134.556 l                                                                     |
| Marschgeschwindigkeit    | - 818 km/h (auf 10.975 m Flughöhe) - 650 km/h (auf Meereshöhe)                |
| Dienstgipfelhöhe         | 13.716 m                                                                      |
| Reichweite               | - ca. 5.100 km (bei 49.895 kg Zuladung) - 4.450 km (bei maximaler Zuladung)   |
| Überführungsreichweite   | - 11.575 km - global mit Luftbetankung                                        |
| Antrieb                  | vier Pratt & Whitney F117-PW-100-Mantelstromtriebwerke mit je 185,55 kN Schub |
| Schub-Gewicht-Verhältnis | - maximal (Leermasse): 0,62 - minimal (maximale Startmasse): 0,29             |
| Cockpit                  | zwei Head-Up-Displays, Fly-by-wire-System                                     |

## Luftfahrtausstellungen

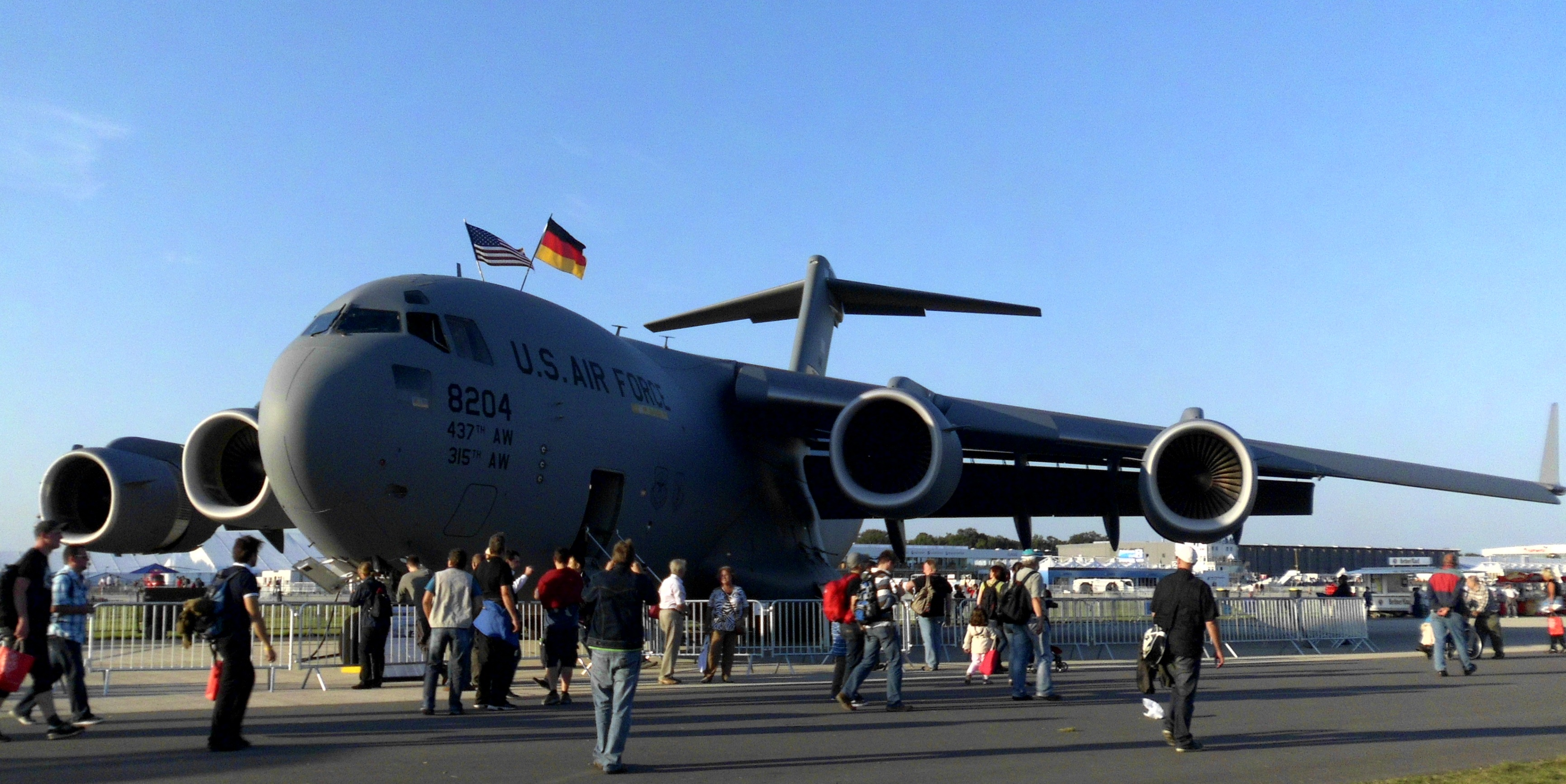
Die C-17 auf der ILA 2012

Kurz vor der ILA 1998 wurde eine C-17 anlässlich des 50. Jahrestages der Berliner Luftbrücke von Bill Clinton auf den Namen „Spirit of Berlin“ getauft. Sie flog bei der Messe einige Runden über den Platz und wurde seitdem auf jeder ILA ausgestellt.

## Besondere Einsätze
Am 13. September 2022 wurde der Leichnam der auf Balmoral Castle in Schottland verstorbenen Königin Elisabeth II. mit der Boeing C-17 ZZ177 der Royal Air Force vom Flughafen Edinburgh nach RAF Northolt überführt. Dieses war bis zu diesem Zeitpunkt mit über 5 Millionen gleichzeitigen Aufrufen der im Internet meistverfolgte Flug in der Unternehmensgeschichte von Flightradar24.

## Zwischenfälle
- Am 30. Januar 2009 kam es auf der Bagram Air Base, Afghanistan wegen eines nicht ausgefahrenen Fahrwerks zu einer Bruchlandung. Es gab keine Verletzten, jedoch 19 Mio. US-Dollar Schaden.
- Am 28. Juli 2010 kam es zum ersten C-17-Absturz. Nach dem Start von ihrer Heimatbasis Elmendorf Air Force Base in Alaska zu einem Vorbereitungsflug für einen Flugtag führte der Kommandant der C-17 (00-0173) ein „aggressives“ Show-Manöver durch, bei dem er in einer Steilkurve die Maschine überzog und auch nichts gegen den eintretenden Strömungsabriss unternahm. Beim folgenden Absturz wurden alle vier Personen an Bord getötet. Die Maschine gehörte zur 517. Airlift Squadron des 3. Wing.[49][50]
- Am 20. Juli 2012 landete eine C-17 der McGuire AFB (305th Air Mobility Wing) aus Versehen auf dem kleinen Stadtflughafen Peter O. Knight (IATA: TPF) von Tampa, Florida, anstatt auf der in der Verlängerung liegenden MacDill AFB (IATA: MCF). Beide Landebahnen sind ungefähr gleich ausgerichtet (22 TPF, 23 MCF), auch erscheint TPF aus der Luft wie eine verkleinerte Version von MCF. Der Pilot schaffte eine Landung auf der an sich erheblich zu kurzen Landebahn (1,5 km TPF, 3,5 km MCF). Auch ist die Landebahn nicht für derartig schwere Flugzeuge gebaut. Nachdem die Maschine durch Entladung und Enttankung so leicht wie möglich gemacht wurde, startete ein anderer Pilot die Maschine (nachdem er mit einem vorangegangenen „Reverse Thrust-Manöver“ die Maschine ganz an den Anfang der Startbahn brachte) nach fast nur 2/3 der Startbahnlänge und brachte das Flugzeug sicher zu seinem ursprünglichen Ziel MCF. Bei dem Zwischenfall gab es keine Verletzten.[51]
- Bei den chaotischen Zuständen auf dem überlaufenen Flughafen Kabul bei den Evakuierungsmaßnahmen nach dem Vormarsch der Taliban in Afghanistan 2021 wurden die Maschinen der Evakuierungsflotten von Flüchtenden gestürmt.[52][53] Diese kletterten auch auf die Verkleidung bzw. in den Schacht des Hauptfahrwerkes einer C-17. Nach dem Start stürzten mindestens drei Menschen in den Tod, darunter Zaki Anwari. Später wurden außerdem menschliche Überreste im Fahrwerk einer C-17 gefunden.[54][55][56][57]